# (4664) Hanner
(4664) Hanner est un astéroïde de la ceinture principale.

## Description
(4664) Hanner est un astéroïde de la ceinture principale. Il fut découvert le 14 août 1985 à la station Anderson Mesa par Edward L. G. Bowell. Il présente une orbite caractérisée par un demi-grand axe de 2,88 UA, une excentricité de 0,07 et une inclinaison de 1,5° par rapport à l'écliptique.

## Compléments